# Eleocharis melanomphala
Eleocharis melanomphala là loài thực vật có hoa trong họ Cói. Loài này được C.B. Clarke mô tả khoa học đầu tiên năm 1901.